# Ponte Sisto
Der Ponte Sisto ist eine steinerne Straßenbrücke in der Altstadt von Rom mit einer Länge von 105 m und einer Breite von 20 m. Er wurde 1473 bis 1479 erbaut und führt über den Tiber.

## Vorgängerbrücke
Der Ponte Sisto wurde als Ersatz für eine etwas weiter stromaufwärts befindliche verfallene Tiberbrücke aus der Antike erbaut, deren Name bislang nicht geklärt ist. Je nach Quelle wird sie als Pons Aurelius, Pons Agrippae oder Pons Antoninus bezeichnet. Die herrschende Meinung geht davon aus, dass sie während des Hochwassers von 792 zerstört wurde. Möglicherweise wurde sie bereits beim Hochwasser 589 stark beschädigt.

## Ponte Sisto

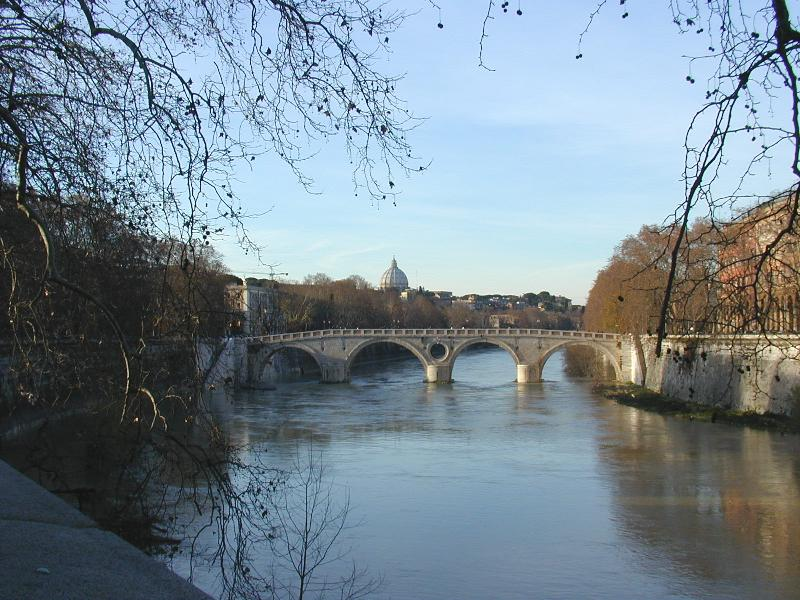
Ponte Sisto

Die Brücke wurde in den Jahren von 1473 bis 1479 nach Plänen des Architekten Baccio Pontelli (strittig) erbaut. Sie verbindet die Via Giulia über die Via del Pettinari links des Tibers mit der Piazza Trilussa in Trastevere. Sie hat vier Bögen. In der Mitte befindet sich ein runder Durchlass fast unterhalb der Balustrade zwischen dem zweiten und dritten Bogen, damit die Brücke bei Hochwasser mehr Wasser durchleiten kann. Die Brücke wurde durch einen Nachlass des Kardinals Torquemada, der an die Dominikaner der Kirche San Maria sopra Minerva ging, finanziell möglich gemacht.
Sie entstand auf Betreiben von Papst Sixtus IV. (1471–1484), der für das Heilige Jahr 1475 einen großen Pilgeransturm befürchtete und daher die Infrastruktur Roms verbessern wollte. Er verfügte für dieses Jahr, dass die Pilger einem bestimmten Verkehrsstrom folgen sollten, um einen Verkehrsinfarkt zu vermeiden. Die Brücken sollten nur im Einbahnsystem benutzt werden: Die Engelsbrücke sollte nur in Richtung Petersdom verwendet werden. Auf dem Rückweg sollten die Pilger die Via della Lungara bis zum Tiber nehmen und dann am Ufer entlanglaufen, um den Ponte Sisto zu benutzen.
Die Brücke ist heute allein Fußgängern vorbehalten. Die nächste Brücke im Norden ist der Ponte Giuseppe Mazzini, die nächste im Süden der Ponte Garibaldi.
Vom 17. bis 19. Jahrhundert befand sich ein Brunnen namens Fontana di Ponte Sisto am Brückenkopf auf der Seite nach Trastevere. Dieser befindet sich nun auf der Piazza Trilussa.

## Inschriften
Am linken Brückenkopf befinden sich zwei Inschriften aus dem 15. Jahrhundert, die aus der Feder Bartolomeo Platinas, eines Bibliothekars der Vatikanischen Bibliothek, stammen.

### Erste Tafel
Original in lateinischer Sprache:
XYSTVS IIII PONT MAX

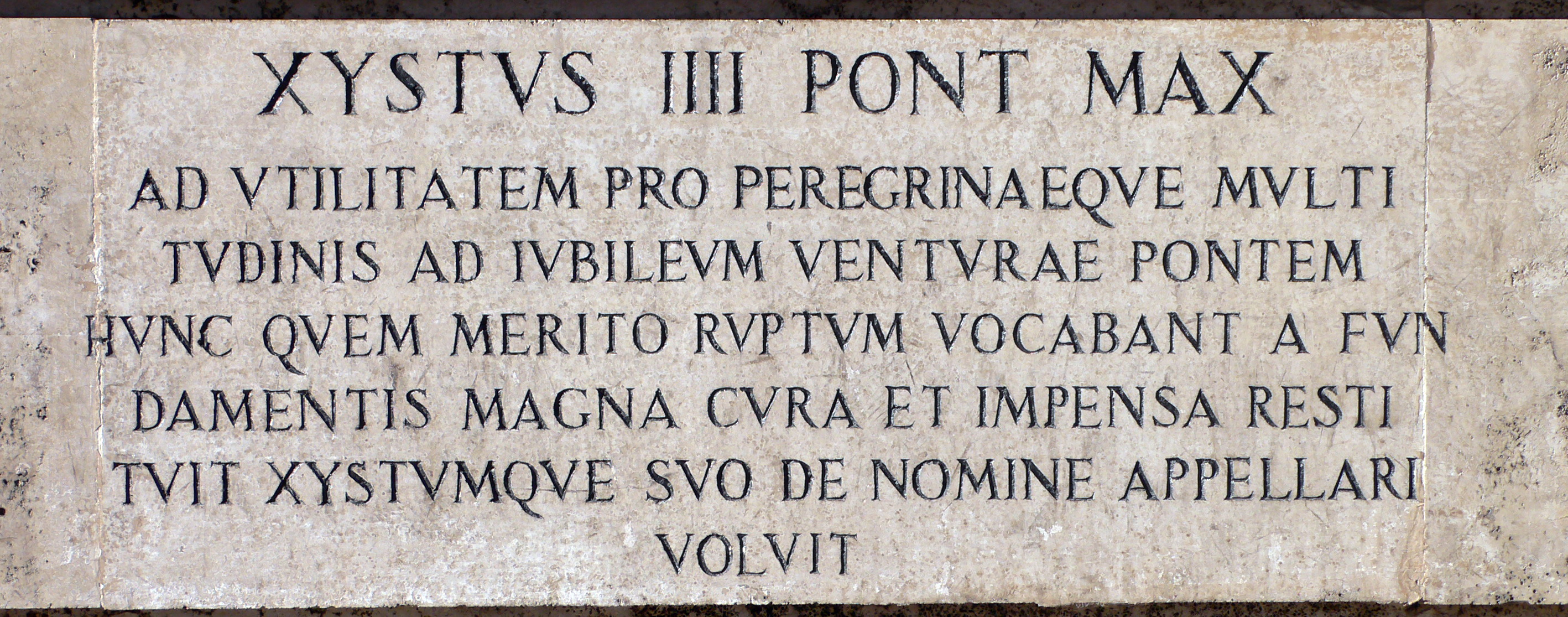
Bauinschrift an der Brüstung am linken Tiberufer

AD VTILITATEM P RO PEREGRINAEQVE MVLTI

TVDINIS AD JVBILAEVM VENTVRAE PONTEM

HVNC QVEM MERITO RVPTVM VOCABANT A FVN

DAMENTIS MAGNA CVRA ET IMPENSA RESTI

TVIT XYSTVMQVE SVO DE NOMINE APPELLARI VOLVIT
Deutsche Übersetzung:
Papst Xystus (= Sixtus) IV.

hat zum Nutzen des römischen Volkes und der Pilgermenge,

die zum Jubiläum kommen wird, diese Brücke,

die man mit Recht die „gebrochene“ nannte, von den Fundamenten

auf mit großer Sorgfalt und großem Aufwand wiederhergestellt

und „Ponte Sisto“ nach seinem Namen genannt wissen

wollen.

### Zweite Tafel
Original in lateinischer Sprache:
MCCCCLXXV

QVI TRANSIS XYST QVARTI BENEFICIO

DEVM ROGA VT PONTEFICEM OPTIMVM MAXI

MVM DIV NOBIS SALVET AC SOSPITET BENE

VALE QVISQVIS ES VBI HAEC PRECATVS

FVERIS
Deutsche Übersetzung:
1475

Der du hinübergehst dank Xystus' des Vierten Stiftung,

bitte Gott, dass er diesen Papst, den besten,

uns noch lange heil erhalte und wohl bewahre!

Lebe wohl, wer immer du bist, sobald du dies erbeten

hast.